# Barvorm
De barvorm is een kleine muzikale liedvorm die ontstaan is in de Middeleeuwen bij de Meistersänger, 14e-, 15e- en 16e-eeuwse zanger-dichters die zich ontwikkelden uit de minnezangers. Een bar bestond uit twee Stollen of strofen met verschillende tekst, die echter op dezelfde melodie werden gezongen, tezamen Aufgesang genoemd, gevolgd door een Abgesang. Het vormschema was dus A-A-B.
Deze liedvorm komt ook voor in sommige koralen, onder andere Wachet auf, ruft uns die Stimme (BWV 140) van Johann Sebastian Bach. Ook het Middeleeuwse Franse chanson heeft vaak deze vorm. Diverse hedendaagse liederen zijn nog steeds naar de barvorm te herleiden.